# Duhur al-Shuwayr
Duhur al-Shuwayr (in arabo ضهور الشوير‎?, Ḍuhūr al-Shuwayr) è una città del Monte Libano situata nel distretto di al-Matn. Situata a 1.250 m. d'altitudine, questo grande villaggio conta circa 5.000 abitanti.
In questo villaggio nacque il noto politico e ideologo libanese Anṭūn Saʿade.